# Hlotse Stadium
Hlotse Stadium lub Leribe Stadium – piłkarski stadion w Hlotse (Leribe), w Lesotho. Swoje mecze rozgrywa na nim drużyna Linare FC. Stadion może pomieścić 1000 widzów.